# Styringomyia tarsatra
Styringomyia tarsatra är en tvåvingeart som beskrevs av Alexander 1966. Styringomyia tarsatra ingår i släktet Styringomyia och familjen småharkrankar.
Artens utbredningsområde är Nepal. Inga underarter finns listade i Catalogue of Life.